# 太湖溇港
太湖溇港是太湖东南岸一组水利系统的统称，曾分布于浙江湖州、嘉兴及江苏苏州、无锡地区。太湖溇港始建于春秋时期，经后世历代扩建、维修，形成了由运河頔塘、200多溇港、南北横塘等数条横塘及万顷圩田组成的水利体系，形成对太湖的调蓄功能。浙江湖州吴兴区境内保存的溇港水利系统最为完善，2017年1月13日成为浙江省文物保护单位，2019年10月7日成为第八批全国重点文物保护单位。